# Opius terebrator
Opius terebrator är en stekelart som först beskrevs av Szepligeti 1911.  Opius terebrator ingår i släktet Opius och familjen bracksteklar. Inga underarter finns listade i Catalogue of Life.